# جون بارتليت
جون بارتليت (26 يونيو 1928 - 8 يونيو 2014) (بالإنجليزية: John Bartlett)‏ هو لاعب كريكت بريطاني.